# اولسان
کلان‌شهر اولسان (به کره‌ای: 울산) (به انگلیسی: Ulsan) با جمعیتی بیشتر از ۱/۱ میلیون نفر، هشتمین شهر بزرگ کرۀ جنوبی است.
اولسان قلب صنعتی کره جنوبی است. این منطقه شامل بزرگترین کارخانه مونتاژ خودرو در جهان که توسط شرکت هیوندای موتور اداره می شود؛ بزرگترین کارخانه کشتی سازی جهان، که توسط صنایع سنگین هیوندای اداره می شود؛ و سومین پالایشگاه بزرگ نفت جهان، که متعلق به SK Energy است، می باشد. در سال 2020، اولسان دارای سرانه تولید ناخالص داخلی  65352 دلار بود که بالاترین میزان تولید ناخالص داخلی در بین مناطق کره جنوبی است. 